# La Campine (schip, 1890)
De La Campine werd gebouwd in 1890 voor F Speth & Co, Antwerpen. In 1891 werd het een van de eerste drie Belgische reservoirschepen (tankschepen) van de American Petroleum Co, Rotterdam, (later Esso Belgium N.V.).

## Geschiedenis
Het motorzeilschip bezat twee tanks voor het vervoer van petroleum. 
Het reservoirschip (tankschip) bezat drie masten, waarvan de eerste en het middenmast met fok- en grootzeilen was voorzien. 
De achterste mast had geen zeilen, daar de lange schoorsteen ervoor stond en dit voor eventueel brandgevaar. Op het voor-middenschip was de opbouw met een open stuurbak, waar de stuurman en kapitein in weer en wind stonden, een erfenis van de vroegere zeilvaart. Achteraan was er opbouw met de schoorsteen waar vier reddingssloepen met davits waren.

## Eerste Wereldoorlog
De La Campine werd tijdens de Eerste Wereldoorlog op 13 maart 1917, in ballast op reis van Rotterdam naar New York in de Noordzee ter hoogte van de Doggersbank in positie 56°00’NB en 04°57’OL door de Duitse U-Boat UC50 in brand geschoten en om 13.45 uur tot zinken gebracht. De overgebleven matrozen konden zich nog redden in de sloepen, terwijl het schip brandend ten onder ging.